# Buldožer (sastav)
Buldožer je bio slovenski progresivni rock sastav, popularan u tadašnjoj Jugoslaviji kasnih 1970-ih i 1980-ih, koji je većinu svojih pjesama otpjevao na hrvatskom jeziku i manji dio na slovenskom. 
Oni su kombinirali tada trendovski simpho rock s otkačenim i divljim humorom u stilu Franka Zappe.

## Povijest sastava
Sastav je nastao 1975. u Ljubljani, kad se pjevač i skladatelj Marko Brecelj pridružio grupi Sedem svetlobnih let koju je vodio pjevač Boris Bele. Uz njega u prvoj izvornoj postavi bili su; Borut Činč klavijature vokal, Andrej Veble bas-gitara, Uroš Lovšin solo gitara i Stefan Jež bubnjar. Nakon zapaženog nastupa na zagrebačkom BOOM festivalu, dobili su ponudu od Jugotona za snimanje ploče, ali su oni to odbili i potpisali ugovor s beogradskim PGP RTBom i snimili svoj prvi  album Pljuni istini u oči.
Nakon tog su uzdizani u zvijezde, osobito od strane tadašnjih zagrebačkih rock kritičara Darka Glavana i Dražena Vrdoljaka, - dok su neki ostali hladni na njih ili su im čak išli na živce. Potom su se zaredali njihovi nastupi po brojnim klubovima; osobito su često svirali po Zagrebu (Kulušić).
I drugi njihov album Zabranjeno plakatirati, trebao je izdati u studenom 1976. PGP RTB ali su to oni odbili napraviti zbog spornih tekstova. Godinu dana kasnije je snimljeni materijal otkupila ljubljanska diskografska kuća Helidon i u  studenom 1977. konačno izdala album. Njihov treći album Živi bili pa vidjeli bio je soundtrack za hrvatski istoimeni film redatelja Bruna Gamulina i Milivoja Puhlovskog. Za tu glazbu su Buldožeri dobili Zlatnu Arenu za glazbu na Festivalu igranog filma u Puli. Tad ih je napustio pjevač Marko Brecelj koji je želio nastaviti solo karijeru, tako da je otada Bele preuzeo ulogu frontmana sastava. I on je nastavio u breceljevskom stilu s ekscesima i provokacijama na javnim nastupima. 
Njihov četvrti album Izlog jeftinih slatkiša bio je njihov najuspješnije prodavani uradak, s tog albuma su kao singl ploča izašle njihove vjerojatno najpopularnije pjesme Žene i muškarci i Slovinjak punk. Nakon tog izdali su dvostruki album Ako ste slobodni večeras, koji je bio opća zezancija, stanke između pjesama popunili su  intervjui Dražena Vrdoljaka s "publikom" oko buldožerovskih glavnih tema; seksa, droga i Gorana Bregovića. S tog albuma vrijedno je spomenti njihov prepjev  Chuck Berryevske uspješnice "Roll Over Beethoven", koju su oni preslovili u  "Ko jebe Buldožer" i stihove iz Pink Floydovske uspješnice  "Another Brick in the Wall" koji su oni otpjevali uz crnogorsku narodnu  "Oj, svijetla majska zoro".
Pri kraju 1980-ih sastav se počeo osipati i sve manje raditi, da bi potpuno prestali raditi 1990-ih, iako se oni službeno nisu nikad raspali.
Nakon 11-godišnje stanke sastav se je ponovno okupio 2006. te su održali koncert na ljubljanskim Križankama  23. rujna 2006., potom su nastupili u zagrebačkom klubu Boogaloo 15. listopada. U Beogradu su 23. rujna 2006. izdali kompilacijski CD Lik i djelo, sa svim svojim uspješnicama.

## Diskografija
- Pljuni istini u oči, PGP RTB, (1975.)
- Rastemo / Svaki čovjek ima svoj blues, Jugoton,  (1975.)
- Zabranjeno plakatirati, Helidon, Ljubljana (1977.)
- Živi bili pa vidjeli (soundtrack istoimenog filma), Helidon, Ljubljana (1979.)[3]
- Izlog jeftinih slatkiša, Helidon, Ljubljana (1980.)
- Žene i muškarci / Slovinjak punk, Helidon (1981.)
- Rok end roul-Olstars bend, EP, Helidon (1981.)
- Ako ste slobodni večeras, uživo u Kulušiću,[4] Helidon (1982.)
- Nevino srce, Helidon (1983.)
- Nova vremena, Helidon (kompilacija, 1989.)
- Noć, Helidon (1995.)
- Lik i djelo, kompilacijski CD, PGP RTB, (2006.)
- 4 Koncerti Za Buldožer In... , video, Kramberger & Uran, (2007.)
- The Ultimate Collection, Croatia Records, (2009.)

## Članovi sastava

### 1975.
- Boris Bele (ritam gitara, vokal)
- Marko Brecelj (solo pjevač)
- Borut Činč (klavijature)
- Štefan Jež (bubnjevi)
- Uroš Lovšin (solo gitara)
- Andrej Veble (bas-gitara)

### 1977.
- Boris Bele (ritam gitara, vokal)
- Marko Brecelj (solo pjevač)
- Borut Činč (klavijature)
- Tone Dimnik (Čoč) (bubnjevi)
- Uroš Lovšin (solo gitara)
- Vili Bertok (bas-gitara, vokal)

### 1979.
- Boris Bele (solo gitara, vokal)
- Marko Brecelj (solo pjevač)
- Borut Činč (klavijature)
- Vili Bertok (bas-gitara, vokal)
- Dušan Vran (Cika) - (bubnjevi)
- Janez Zmazek - Žan (ritam gitara)

### 1980.
- Boris Bele (solo gitara, vokal)
- Borut Činč (klavijature)
- Davor Slamnig (ritam gitara)
- Andrej Veble (bas-gitara, vokal)
- Dušan Vran (Cika) (bubnjevi, vokal)

### 1981.
- Boris Bele (ritam gitara, vokal)
- Borut Činč (klavijature)
- Andrej Veble (bas-gitara, vokal)
- Dušan Vran (Cika) bubnjevi, vokal)
- Uroš Lovšin (solo gitara)

### 1990.
- Boris Bele (ritam gitara, vokal)
- Borut Činč (klavijature)
- Ven Jemeršič (bas-gitara, vokal)
- Dušan Vran (Cika) bubnjevi, vokal)
- Uroš Lovšin (solo gitara)

### Ponovno okupljen sastav2006.
- Boris Bele, (vokal, solo gitara)
- Janez Zmazek, (solo gitara)
- Andrej Veble, (bas-gitara)
- Borut Činč, (klavijature)
- Dušan Vran - Cika, bubnjevi)

## Vanjske poveznice
- Portal obožavatelja sastava